# Chempark Dormagen

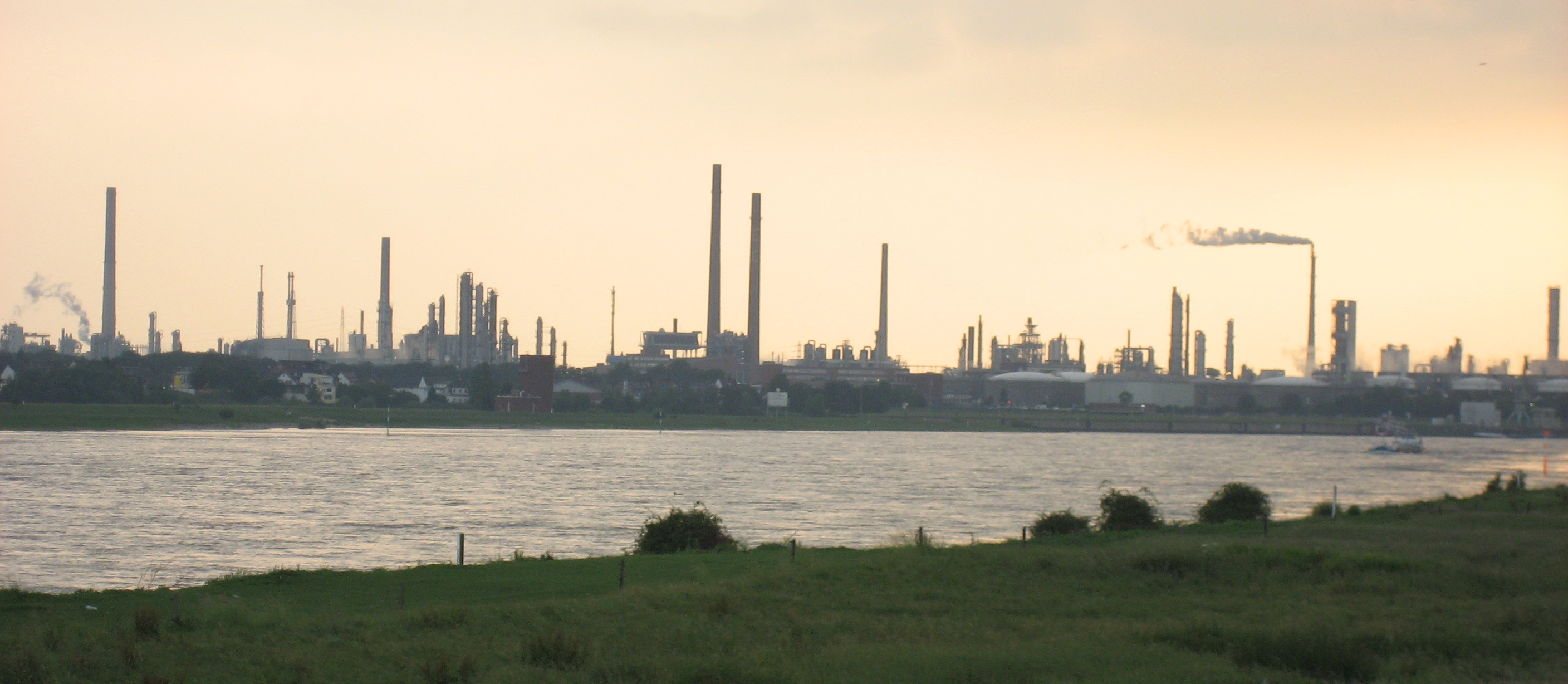
Ansicht von der rechten Rheinseite

Der CHEMPARK Dormagen (ehemals Bayerwerk Dormagen oder Chemiepark Dormagen) ist eine 360 ha große Fläche in Dormagen und Köln-Worringen, auf dem sich seit 1917 Betriebe aus der Chemiebranche konzentrieren. Hier arbeiten ca. 10.500 (Stand: 02/2015) Mitarbeiter. (Alle Angaben ohne INEOS)
Der CHEMPARK wird durch den Rhein und die A57 eingegrenzt und von der Bahnlinie Köln-Neuss in zwei Hälften geteilt.

## Betriebe
Am Dormagener Standort werden hauptsächlich Pflanzenschutzmittel, Polymere, Kunststoffe, Kautschuke, Isocyanate sowie organische Zwischenprodukte hergestellt. Außerdem befindet sich hier ein bedeutendes Forschungs- und Entwicklungszentrum für Polyurethane.

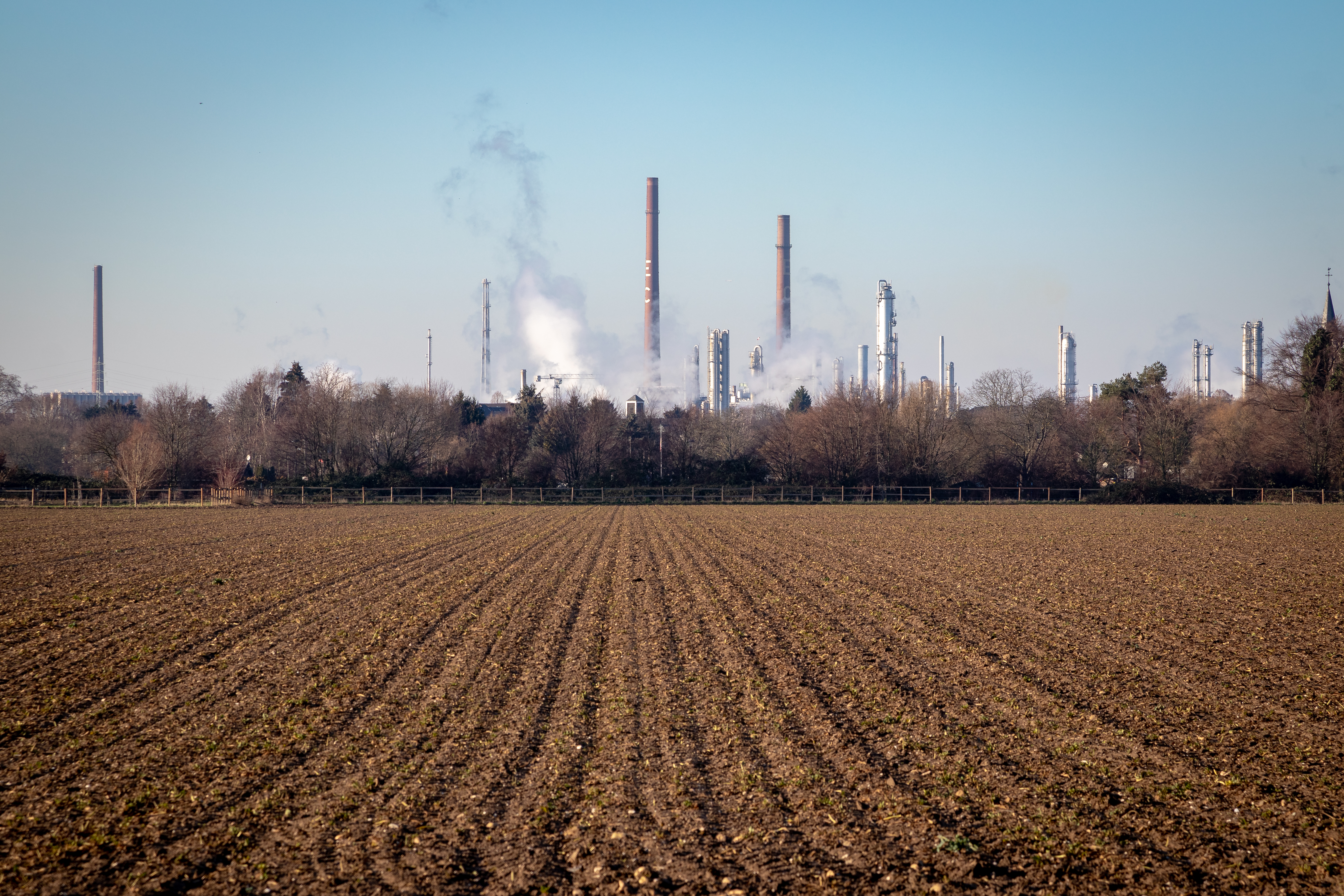
Ansicht von Süden

Rund 60 Betriebe siedeln (Stand 2014) im Chempark. Unter anderem:
- Air Liquide Deutschland GmbH
- Arlanxeo Deutschland GmbH
- Asahi Kasei Europe GmbH
- Asahi Kasei Spandex Europe GmbH
- Ausbildungsinitiative Rheinland GmbH
- Bayer Business Services GmbH
- Bayer AG, Geschäftsbereich Crop Science (größter Produktionsstandort der Firma mit rund 980 Beschäftigten (Stand: Dezember 2010))
- Bayer Gastronomie GmbH
- Bayer HealthCare AG
- Chemion Logistik GmbH
- Cotac Europe GmbH (Technische Betriebe der HOYER GmbH)
- Covestro AG
- Currenta GmbH & Co. OHG
- Degussa Bank
- Dralon (Unternehmen)
- HOYER GmbH (290 Mitarbeiter arbeiten am Standort Dormagen (Stand: Dezember 2010))
- Industronic Industrie-Electronic GmbH & Co. KG
- Lanxess (Dormagen ist Lanxess drittgrößter Produktionsstandort. Hier arbeiten rd. 660 Mitarbeiter.)
- Linde AG
- Perlon-Monofil GmbH
- Praxair GmbH
- RWE Generation mit dem Gaskraftwerk
- Karl Schmidt Spedition GmbH & Co. KG
- INEOS Styrolution Köln GmbH
- Tectrion
- Weber Rohrleitungsbau
- YARA GmbH & Co. KG
- Yncoris GmbH

## Sonstiges

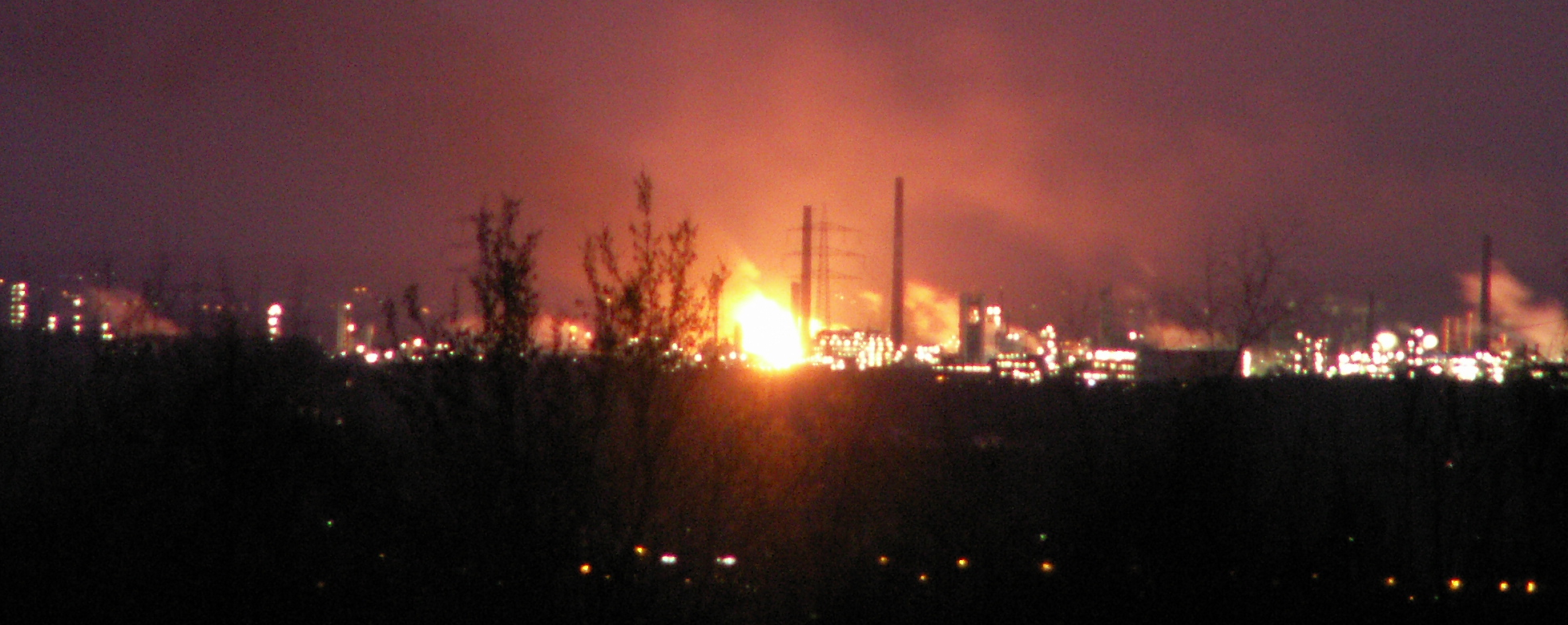
Brand am 17. März 2008, aus 18 km Entfernung aufgenommen

Am 17. März 2008 kam es auf dem angrenzenden Gelände der INEOS Köln GmbH zu einem Großbrand, der durch eine geplatzte Pipeline, aus der Ethen (veraltet auch Ethylen, Äthylen) austrat, verursacht wurde. Das Feuer entzündete sich am Nachmittag, griff auf einen Acrylnitril-Tank über und konnte erst mehrere Stunden später in der Nacht mit Löschschaum erstickt werden. Der Feuerschein konnte nach Einbruch der Dunkelheit kilometerweit am Nachthimmel beobachtet werden. Nach Angaben der an der Brandbekämpfung beteiligten Feuerwehren handelte es sich um den größten Einsatz im Kölner Raum seit dem Zweiten Weltkrieg.